# Grandes Lagos de África

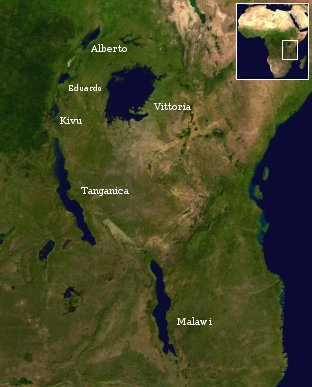
Los Grandes Lagos y la costa este africana. Puede verse el océano Índico a la derecha.

Los Grandes Lagos de África

Los Grandes Lagos de África son una serie de grandes lagos situados a lo largo del Gran Valle del Rift. En la región se encuentra el conocido Lago Victoria, el tercer lago de agua dulce más grande del mundo por superficie; el lago Tanganica, el segundo lago de agua dulce del mundo por volumen y profundidad; el lago Malaui, el octavo lago de agua dulce del mundo por superficie; y el lago Turkana, el mayor lago desértico permanente del mundo y el mayor lago alcalino del mundo. En conjunto, contienen 31.000 km3 de agua, más que el lago Baikal o los Grandes lagos de América del Norte. Este total constituye aproximadamente el 25% del agua dulce superficial no congelada del planeta. Los grandes lagos de grieta de África son el antiguo hogar de una gran biodiversidad, y el 10% de las especies de peces del mundo viven en esta región.
Los lagos más importantes del área son:
- Lago Victoria
- Lago Tanganica
- Lago Malaui
- Lago Bangweulu
- Lago Turkana
- Lago Alberto
- Lago Moero
- Lago Kivu
- Lago Rukwa
- Lago Eduardo
- Lago Kyoga
- Lago Eyasi
- Lago Natron

Los lagos Victoria, Alberto, Eduardo y Kyoga vierten sus aguas al río Nilo Blanco. El lago Tanganica, el Moero y el Kivu desaguan en el río Congo, mientras que el Malaui lo hace en el río Zambeze. Por su parte, los lagos Turkana, Rukwa, Eyasi y Natron son endorreicos.
Los Grandes Lagos forman parte, salvo el Victoria, del grupo de los lagos del Gran Valle del Rift, que, además de los anteriores, incluye un buen número de lagos más pequeños, localizados a lo largo de ambos ramales del Gran Valle del Rift.

## Región de los Grandes Lagos
También se llama Grandes Lagos a la región colindante con estos. Esta área incluye la totalidad de las naciones como Ruanda, Burundi, y Uganda así como partes de la República Democrática del Congo, Tanzania, y Kenia.
La zona es una de las más densamente pobladas del mundo con una población estimada de 107 millones de personas. 
Debido a la actividad volcánica registrada en el pasado, esta parte de África contiene alguna de las mejores zonas de cultivo del mundo. También debido a este vulcanismo, la zona está situada a gran altitud sobre el nivel del mar, lo que permite un clima templado a pesar de estar situada justo en el Ecuador. El área se caracteriza por las actividades de ganadería extensiva, especialmente vacuno y cabras.
En el pasado, debido a la densidad de población y al exceso de agricultura, el área quedó muy dividida en una multitud de pequeñas monarquías como Ruanda, Burundi, Buganda, y Bunyoro, únicas en el África subsahariana. En muchos casos, sus fronteras fueron mantenidas por las potencias coloniales que posteriormente las ocuparon.
Con la llegada de los europeos, la región fue ampliamente estudiada por el interés que suponía contener las tan buscadas fuentes del Nilo. Los primeros en llegar a esta tierra fueron los misioneros, que aunque tuvieron un éxito limitado en la conversión de los nativos, facilitaron una posterior colonización de la región. 
El repentino contacto con el resto del mundo trajo una serie de devastadoras epidemias que afectaron tanto a la población como al ganado. La población descendió dramáticamente, hasta un 60% en algunas áreas. No se volvió a los niveles de población precoloniales hasta los años 50 del sigo XX.
Tras la independencia, la región presentaba un gran potencial de desarrollo. Sin embargo, en la época reciente, ha sufrido gran cantidad de guerras civiles y la proliferación de grupos violentos, que ha causado el empobrecimiento de la región. Solo países como Kenia y Tanzania presentan actualmente signos de un mayor desarrollo.

## Los recursos hídricos en el continente africano
El agua es un recurso fundamental para la vida y el conjunto de los ecosistemas existentes en el planeta, de forma que es imprescindible trabajar para disponer de una suficiente cantidad de agua que nos permita desarrollarnos, y que a su vez disponga de una adecuada calidad, compatible con la salud humana y que permita conseguir un buen estado ambiental de los ríos y acuíferos, de forma que se maximicen los usos potenciales y se garantice el mantenimiento y mejora de todos los ecosistemas asociados.
Pero también el agua provoca las inundaciones, que en ciertas regiones son el mayor riesgo natural existente, de forma que es necesario también trabajar para minimizar los riesgos de inundación, para, a su vez, mejorar del estado de los ríos. Grandes presas y desplazamiento masivo de los beneficios que las grandes presas han reportado, sin duda, a la sociedad: desarrollo económico, productividad agraria, energía hidroeléctrica.
En el 2000, la Comisión Mundial de Presas presentó su informe final. A pesar de contar con la participación de gobiernos, organizaciones de afectados y cientos de expertos, la Comisión reconoció su impotencia para precisar el número de desplazados que acabó estimado entre 40 y 80 millones.
En muchos casos la población ni siquiera fue censada. Sus derechos raramente se han visto compensados. La desvertebración social y cultural aumenta su vulnerabilidad, especialmente cuando se trata de comunidades indígenas. Todo ello genera escenarios de pobreza, hambre y graves problemas de salud.
El control del agua suele ser usado como herramienta de poder. El agua, vinculada a valores emocionales y territoriales, es fácilmente manipulable, tanto en la confrontación política como incluso a la hora de justificar guerras. Tal es el caso de Oriente Medio, donde forma parte de una estrategia militar que usa al pueblo palestino como rehén, imponiéndoles condiciones de vida inhumanas.
Los casos más brutales de transgresión de los derechos humanos, un conflicto de aguas se dan en contextos de guerra no declarada.
Abarcando el continente africano, se observa que África tiene numerosos recursos pero la distribución no es la más correcta. Analizando los recursos de los que dispone se observa que el volumen de agua que fluye por el río Congo, que nace en las montañas del este africano y atraviesa los profundos bosques de África Central, solamente es superado por el Amazonas. El lago Tanganica, uno de los Grandes Lagos de África, tiene la segunda mayor cantidad de agua dulce del mundo, y el lago Victoria comprende un área mayor que la de cualquier otro lago de agua dulce.
Cinco ríos —el Congo, el Zambeze, el Orange, el Limpopo y el Okavango— llevan agua más que suficiente para asegurar el abastecimiento de todos los habitantes de la región. El Congo tiene casi el 30% de las reservas del agua dulce de África, pero solo abastece al 10% de la población del continente.
La región es, al mismo tiempo, donde se encuentran dos grandes desiertos. El Kalahari abarca parte de Sudáfrica, Namibia y Botsuana, y el desierto del Namib cubre la mayoría del país que le debe su nombre.
Las sequías frecuentes han afectado a grandes zonas de Sudáfrica, Botsuana, Zimbabue y Malaui. Estos prolongados períodos secos han sido desastrosos para los granjeros que intentaban vivir en las áreas marginales y lejos de los centros urbanos quedando vulnerables a las enfermedades ya que no cuentan con condiciones sanitarias apropiadas.
Esta distribución desigual ha sido subsanada por muchos ingenieros y visionarios del gran problema que tiene el continente africano, ideando nuevos planes en la gestión de recursos hídricos de África Meridional. Algunos de estos planes son grandes proyectos como la presa de Kariba, el embalse de Gariep y el embalse de Cahora Bassa.
Otro grupo de planes tales como el proyecto para usar el Agua de las Altas Montañas de Lesoto (Lesotho Highlands Water Project) y la Gran Represa de las Cataratas Inga (Grand Inga Dam) en el río Gongo están en las últimas etapas de finalización.
Las organizaciones de Naciones Unidas, regionales e internacional, reconocen la importancia de asegurar que cada persona tengan acceso al agua potable. En la Declaración del Milenio de septiembre del 2000, las Naciones Unidas elaboraron Ocho Objetivos de Desarrollo del Milenio, con una misma finalidad, mejorar las condiciones de vida para la gente más pobre antes del 2015. El Objetivo Siete, que intenta asegurar la sustentabilidad ambiental, incluye como meta reducir a la mitad el porcentaje de personas que carecen de acceso al agua potable.
Comprobando un informe de la ONU en la última actualización en el año 2007, «África y los Objetivos de Desarrollo del Milenio», el 63% de la población en esta región no tuvieron una instalación básica de saneamiento de agua antes del año 2004. Un escaso avance ya que se consideró la cifra de 68% del año 1990. Este lento índice de progreso significaría que la mayor parte del continente africano no logrará cumplir el objetivo siete antes del plazo marcado por las Naciones Unidas.
Tras contrastar diversa información observamos una serie de problemas fundamentales en el continente africano:
Un informe de Naciones Unidas predice que el acceso al agua tal vez sea una de las principales causas de conflicto y guerra en África en los próximos 25 años. Tales guerras, probablemente se den más en las zonas donde los ríos y lagos son compartidos por más de un país. Actualmente ya existe una fuerte competencia por el agua para irrigación y generación de energía, especialmente en la cuenca del Nilo. Egipto advirtió en 1991 que estaría listo a utilizar la fuerza si fuera necesario para proteger su acceso a las aguas del Nilo, que también es compartido por Etiopía y Sudán. Si la población de estos países continúa creciendo, la competencia por el agua podría tornarse feroz.
África occidental
Cuando el nivel de los enormes ríos de África Occidental comenzó a disminuir, la totalidad de las economías del área comenzaron a sufrir. Ghana, por ejemplo, se ha tornado totalmente dependiente del suministro hidroeléctrico de la represa de Akosombo, sobre el río Volta. Malí, uno de los países más pobres del planeta, depende del río Níger, que fluye desde Guinea a Nigeria. Malí depende de este río para alimentos, agua y transporte, pero grandes porciones del río afrontan ahora el riesgo de catástrofes ambientales, a raíz de la contaminación. En Nigeria, la mitad de la población no tiene acceso al agua potable y, como en muchas partes del continente, muchas mujeres deben caminar viarias horas diariamente para poder conseguirla.

## Clima
Los grandes lagos de África situados en las hondonadas del interior, a una altitud de unos 610 metros o menos, presentan un entorno climático cálido y seco, con un elevado potencial de evaporación. Sin embargo, en las partes más altas de los fondos del rift, las condiciones climáticas se aproximan a las de las tierras altas vecinas. En el Rift Occidental, el aire húmedo procedente de la cuenca del Congo es la fuente de las condiciones más húmedas que prevalecen sobre los lagos Tanganica y Kivu. Los estanques glaciares del monte Kenia y la cordillera Ruwenzori se encuentran en la zona frígida.
Los grandes lagos tienden a crear o influir en sus propios climas, y este efecto es más acusado en las márgenes occidental y septentrional de la inmensa masa del lago Victoria. Allí, en una zona de 48 a 80 km de ancho, las temperaturas rara vez superan los 20 °C ni descienden por debajo de los 10 °C, y las precipitaciones están bien distribuidas a lo largo del año. Además, las precipitaciones anuales son elevadas, más abundantes en el lago y más escasas en el interior, con una media de entre 1.300 y 1.500 mm en las orillas. En el extremo norte del lago Nyasa, la precipitación anual de unos 3.050 mm es el resultado de influencias similares reforzadas por la convergencia de aire causada por el relieve en forma de embudo en la cabecera del lago. Es probable que surjan tormentas repentinas y peligrosas sobre las aguas de todos los grandes lagos.

## Flora y fauna
Los lagos del valle occidental del Rift son de agua dulce y albergan un extraordinario número de especies endémicas. Más de 1.500 especies de cíclidos viven en los lagos, así como otras familias de peces. Los lagos también son hábitats importantes para varias especies de anfibios. Los cocodrilos del Nilos son numerosos. Entre los mamíferos se encuentran el elefante africano, el gorila y el hipopótamo.
La zona del lago Turkana alberga cientos de especies de aves endémicas de Kenia. El flamenco vadea en sus aguas poco profundas. El sistema de grietas de África Oriental también sirve de ruta migratoria a cientos de aves. Las aves se alimentan fundamentalmente de las masas de plancton del lago, que también sirven de alimento a los peces.
La vegetación oscila entre la selva tropical y los pastos de sabana. En algunos lagos, las plantas invasoras de crecimiento rápido, como el jacinto de agua y el papyrus, que obstruyen las orillas, son un problema. Hasta ahora, el jacinto de agua sólo ha afectado al lago Victoria.

### Amenazas
Los lagos se enfrentan a multitud de amenazas que pueden dañar los frágiles ecosistemas de los grandes lagos y perjudicar a las especies y poblaciones únicas que dependen de ellos. Algunas de las principales amenazas son:
- Las prospecciones petrolíferas, por ejemplo en el lago Albert, pueden contaminar los lagos afectados si no se gestionan con cuidado.
- La elevada densidad de población y las tasas de crecimiento aumentan la presión sobre la tierra y los recursos hídricos, lo que provoca sedimentación, contaminación (por residuos domésticos e insumos agrícolas) y eutrofización.
- Disminución de las poblaciones de peces debido a la sobrepesca como consecuencia de la falta de actividades de subsistencia alternativas y de la falta de aplicación de las leyes vigentes que controlan las actividades pesqueras.
- Malas hierbas invasoras como el jacinto de agua y la Pistia
- La introducción de especies de peces invasoras como la perca del Nilo (Lates niloticus) en el lago Victoria ha provocado la pérdida de especies autóctonas
- El cambio climático, que puede provocar fenómenos adversos como el descenso del nivel del agua.
- Alta incidencia de enfermedades como el VIH/SIDA y la malaria en las comunidades vecinas

## Geología
Hasta hace 12 millones de años, las abundantes aguas de la meseta ecuatorial fluían hacia el oeste, hacia el sistema del río Congo, o hacia el este, hacia el océano Índico. Esto cambió con la formación del Gran Valle del Rift. Un rift es un lugar débil en la corteza terrestre debido a la separación de dos placas tectónicas, a menudo acompañado de una graben, o depresión, en la que puede acumularse el agua de un lago. Esta grieta comenzó cuando África oriental, impulsada por las corrientes del manto, empezó a separarse del resto de África, desplazándose hacia el noreste. Las cuencas resultantes de los levantamientos geológicos se llenaron de agua que ahora fluía hacia el norte.
En realidad, el lago Victoria no se encuentra en el valle del Rift. Ocupa una depresión entre las fosas oriental y occidental, formada por el levantamiento de las fosas a ambos lados.

## Arqueología
Hace unos dos o tres millones de años, el lago Turkana era más grande y la zona más fértil, lo que lo convirtió en un centro para los primeros homínidos. Richard Leakey dirigió numerosas excavaciones antropológicas en la zona, que produjeron muchos descubrimientos importantes de restos de homínidos. El Cráneo 1470, de dos millones de años de antigüedad, fue hallado en 1972. En un principio se pensó que era de Homo habilis, pero algunos antropólogos lo han asignado a una nueva especie, Homo rudolfensis, llamada así por el lago (antes conocido como lago Rudolf). En 1984 se descubrió el Turkana Boy, un esqueleto casi completo de un niño Homo erectus. En 1999, se descubrió allí un cráneo de 3.500.000 años de antigüedad, bautizado como Kenyanthropus platyops, que significa hombre de cara plana de Kenia.

## Desarrollo
La región de los Grandes Lagos tiene una larga historia de asentamientos, innovación agrícola e interacción entre diversas poblaciones, tanto antes de la formación del Estado como desde entonces. Breves panorámicas sobre su desarrollo han sido los trabajos de Ogot y Oliver sobre el período inicial de formación del Estado, y Alpers y Ehret y Webster sobre el principal período de expansión estatal y consolidación del poder. Éstos tienden a reflejar el énfasis académico, desde los años sesenta hasta los ochenta, en la migración. Trabajos más recientes se centran en la dinámica interna para explicar los procesos históricos. Schoenbrun traza la historia de la región desde los primeros asentamientos de agricultores de habla bantú hace unos 3.000 años hasta el siglo XV. Mientras que Chrétien  analiza la historia anterior, pero se centra en gran medida en los estados monárquicos a partir del siglo XVIII, con un interés en desentrañar la racialización de los grupos étnicos.

## Economía
La pesca -principalmente de especies de tilapia, pero también de perca del Nilo- constituye el principal medio de vida de los habitantes de la región. Con cuatro Grandes Lagos en sus fronteras, Uganda es uno de los mayores productores mundiales de pescado de agua dulce. El clima y los ricos suelos volcánicos de las tierras altas también sustentan tierras de cultivo intensivo.
Las economías de los estados de la región de los Grandes Lagos tienen estructuras diferentes y se encuentran en distintas fases de desarrollo. La tasa de crecimiento real del PIB oscila entre el 1,8% de Burundi y el 4,4 de la RDC. El PIB per cápita fluctúa entre los 600 dólares en la RDC y Burundi y 800 dólares en Uganda.